# Selección de fútbol sub-23 de Vanuatu
La selección de fútbol sub-23 de Vanuatu es el equipo representativo de dicho país en las competiciones de la categoría. Su organización está a cargo de la Federación de Fútbol de Vanuatu, miembro de la OFC y la FIFA.
En el Torneo Preolímpico de la OFC obtuvo el subcampeonato en una ocasión y el tercer lugar en otras dos oportunidades.

## Estadísticas

### Torneo Preolímpico de la OFC
| Año                      | Fase              | Posición          | PJ                | PG                | PE                | PP                | GF                | GC                |
| ------------------------ | ----------------- | ----------------- | ----------------- | ----------------- | ----------------- | ----------------- | ----------------- | ----------------- |
| Fiyi 1991                | Sin participación | Sin participación | Sin participación | Sin participación | Sin participación | Sin participación | Sin participación | Sin participación |
| Australia 1996           | Quinto lugar      | 5º                | 8                 | 1                 | 1                 | 6                 | 5                 | 43                |
| Nueva Zelanda 1999       | Primera ronda     | 6º                | 2                 | 0                 | 0                 | 2                 | 0                 | 6                 |
| Austr. y N. Zelanda 2004 | Primera ronda     | 3º                | 4                 | 3                 | 0                 | 1                 | 27                | 3                 |
| Fiyi 2008                | Quinto lugar      | 5º                | 5                 | 1                 | 0                 | 4                 | 6                 | 16                |
| Nueva Zelanda 2012       | Tercer lugar      | 3º                | 5                 | 3                 | 0                 | 2                 | 13                | 5                 |
| Papúa Nueva Guinea 2015  | Subcampeón        | 2º                | 5                 | 2                 | 2                 | 1                 | 51                | 3                 |
| Total                    | 6/7               | 5°                | 29                | 10                | 3                 | 16                | 102               | 76                |

### Juegos del Pacífico
Esta tabla contabiliza solamente los torneos desde que se juega con selecciones Sub-23.
| Año                     | Fase          | Posición | PJ | PG | PE | PP | GF | GC |
| ----------------------- | ------------- | -------- | -- | -- | -- | -- | -- | -- |
| Papúa Nueva Guinea 2015 | Primera ronda | 5º       | 3  | 1  | 1  | 1  | 48 | 3  |
| Total                   | 1/1           | 5°       | 3  | 1  | 1  | 1  | 48 | 3  |

### Juegos Olímpicos
Esta tabla contabiliza solamente los torneos desde que se juega con selecciones Sub-23.
| Año                 | Fase              | Posición          | PJ                | PG                | PE                | PP                | GF                | GC                |
| ------------------- | ----------------- | ----------------- | ----------------- | ----------------- | ----------------- | ----------------- | ----------------- | ----------------- |
| Barcelona 1992      | Sin participación | Sin participación | Sin participación | Sin participación | Sin participación | Sin participación | Sin participación | Sin participación |
| Atlanta 1996        | No se clasificó   | No se clasificó   | No se clasificó   | No se clasificó   | No se clasificó   | No se clasificó   | No se clasificó   | No se clasificó   |
| Sídney 2000         | No se clasificó   | No se clasificó   | No se clasificó   | No se clasificó   | No se clasificó   | No se clasificó   | No se clasificó   | No se clasificó   |
| Atenas 2004         | No se clasificó   | No se clasificó   | No se clasificó   | No se clasificó   | No se clasificó   | No se clasificó   | No se clasificó   | No se clasificó   |
| Pekín 2008          | No se clasificó   | No se clasificó   | No se clasificó   | No se clasificó   | No se clasificó   | No se clasificó   | No se clasificó   | No se clasificó   |
| Londres 2012        | No se clasificó   | No se clasificó   | No se clasificó   | No se clasificó   | No se clasificó   | No se clasificó   | No se clasificó   | No se clasificó   |
| Río de Janeiro 2016 | No se clasificó   | No se clasificó   | No se clasificó   | No se clasificó   | No se clasificó   | No se clasificó   | No se clasificó   | No se clasificó   |
| Tokio 2021          | No se clasificó   | No se clasificó   | No se clasificó   | No se clasificó   | No se clasificó   | No se clasificó   | No se clasificó   | No se clasificó   |
| París 2024          | No se clasificó   | No se clasificó   | No se clasificó   | No se clasificó   | No se clasificó   | No se clasificó   | No se clasificó   | No se clasificó   |
| Total               | 0/7               | 0°                | 0                 | 0                 | 0                 | 0                 | 0                 | 0                 |